# 춘천 센트럴타워 푸르지오
춘천 센트럴타워 푸르지오(영어: Chuncheon Central Tower Prugio)는 대한민국 강원특별자치도 춘천시 온의동에 위치한 아파트 단지다. 2018년 2월 분양 계획 후 2019년에 착공하고 2022년에 완공하였다. 완공 당시 춘천시에서 가장 높은 아파트가 되었다.

## 역사
2018년 2월 춘천 센트럴 푸르지오를 분양할 계획이 있다. 3월 15일에는 16일 개관한다고 한다. 2019년에 착공 후 2022년에 완공했다. 같은 헤 3월 28일에 입주가 시작되었다. 완공 후 강원특별자치도에서 가장 높은 아파트가 되었고 춘천시에서 가장 높은 아파트가 되었다.

## 구성
| 동 명칭 | 층수 | 높이 |
| ------- | ---- | ---- |
| 101동   | 49층 | 163m |
| 102동   | 49층 | 163m |
| 103동   | 49층 | 163m |
| 104동   | 49층 | 163m |
| 105동   | 49층 | 163m |
| 106동   | 49층 | 163m |

## 높이
층수는 49층이고 높이는 163m이다. 완공 시 강원특별자치도에서 가장 높은 건물이자 춘천시에서 가장 높은 건물이 되었다. 강원특별자치도에서 가장 높은 아파트이자 춘천시에서 가장 높은 아파트가 되었다. 온의동 롯데캐슬 스카이클래스(102동, 103동, 106동, 39층, 126m)를 제치고 가장 높은 건물이자 아파트가 되었다.

## 특징
2022년에 완공된 춘천시의 초고층 아파트다. 높이와 층수가 비슷하다. 피난안전구역은 대부분 25층에 있다. 주민공동시설은 101동 49층에 있다. 세대수는 1,175세대고 주차대수는 1,574대(세대당 1.34대)이다.

## 내부 시설

### 101동
| 층수                | 시설                 |
| ------------------- | -------------------- |
| 49층                | 아파트, 주민공동시설 |
| 26층 ~ 48층         | 아파트               |
| 25층                | 아파트, 피난안전구역 |
| 3층 ~ 24층          | 아파트               |
| 2층                 | 상업시설             |
| 1층                 | 로비, 상업시설       |
| 지하 7층 ~ 지하 1층 | 지하주차장           |

### 102동
| 층수                | 시설                 |
| ------------------- | -------------------- |
| 26층 ~ 49층         | 아파트               |
| 25층                | 아파트, 피난안전구역 |
| 5층 ~ 24층          | 아파트               |
| 2층                 | 상업시설             |
| 1층                 | 로비, 상업시설       |
| 지하 7층 ~ 지하 1층 | 지하주차장           |

### 103동
| 층수                | 시설                 |
| ------------------- | -------------------- |
| 26층 ~ 49층         | 아파트               |
| 25층                | 아파트, 피난안전구역 |
| 3층 ~ 24층          | 아파트               |
| 2층                 | 상업시설             |
| 1층                 | 로비, 상업시설       |
| 지하 7층 ~ 지하 1층 | 지하주차장           |

### 104동
| 층수                | 시설                 |
| ------------------- | -------------------- |
| 26층 ~ 49층         | 아파트               |
| 25층                | 아파트, 피난안전구역 |
| 3층 ~ 24층          | 아파트               |
| 2층                 | 상업시설             |
| 1층                 | 로비, 상업시설       |
| 지하 7층 ~ 지하 1층 | 지하주차장           |

### 105동
| 층수                | 시설                 |
| ------------------- | -------------------- |
| 26층 ~ 49층         | 아파트               |
| 25층                | 아파트, 피난안전구역 |
| 4층 ~ 24층          | 아파트               |
| 3층                 | 게스트하우스         |
| 2층                 | 상업시설             |
| 1층                 | 로비, 상업시설       |
| 지하 7층 ~ 지하 1층 | 지하주차장           |

### 106동
| 층수                | 시설                 |
| ------------------- | -------------------- |
| 26층 ~ 49층         | 아파트               |
| 25층                | 아파트, 피난안전구역 |
| 3층 ~ 24층          | 아파트               |
| 2층                 | 상업시설             |
| 1층                 | 로비, 상업시설       |
| 지하 7층 ~ 지하 1층 | 지하주차장           |

## 같이 보기
- 대한민국의 마천루 목록
- 강원특별자치도의 마천루 목록
- 춘천시의 마천루 목록